# Port lotniczy Puerto Lempira
Port lotniczy Puerto Lempira (hiszp. Aeropuerto de Puerto Lempira; IATA: PEU, ICAO: MHPL) – port lotniczy zlokalizowany w honduraskim mieście Puerto Lempira.